# Ashburton Guardian
Der Ashburton Guardian ist eine regionale, im privaten Besitz befindliche Tageszeitung in Neuseeland. Sein Einzugsgebiet liegt im mittleren Teil der Region Canterbury auf der Südinsel. Die Zeitung hat ihren Sitz in Ashburton.

## Geschichte
Charles Dixon und Horace Weeks, Herausgeber des Ashburton Herald, gründeten 1879 den Ashburton Guardian als Konkurrenzblatt zu den Zeitungen, Ashburton Mail (1877) und Evening Echo (1878), die beide dem Politiker und Investor Joseph Ivess gehörten. 1880 legten die neuen Besitzer George Wright und Hugo Friedlander den Herald mit dem Guardian zusammen und brachten die neue Zeitung unter dem Namen Ashburton Guardian heraus.
1884 erwarb William Jules Steward die Ashburton Mail und kaufte 1885 den Ashburton Guardian dazu. Steward war Politiker und Mitglied des House of Representatives von 1881 bis 1911 und hatte zu wenig Zeit sich um das Zeitungsgeschäft zu kümmern. Er verpachtete das Blatt in den 1890er Jahren an Henry Wills und verkaufte es schließlich im Jahr 1900 an Robert Bell. Bell stellte die Ashburton Mail ein und konzentrierte sich auf die Geschäfte des Ashburton Guardian.
Die Zeitung befindet sich bis heute im Besitz der Familie Bell.

## Die Zeitung heute
Der Ashburton Guardian hatte 2014 eine durchschnittliche tägliche Auflage von 4.615 Exemplaren und erscheint morgens, montags bis samstags.